# M1 76mm戦車砲
M1 76mm戦車砲 （英語: 76 mm gun M1）は、第二次世界大戦期にアメリカ合衆国で開発・運用された戦車砲である。M4中戦車などに採用された。
M1戦車砲自体の開発は1942年に完了したが、当時アメリカ軍の主力であったM4中戦車へ搭載する開発が完了したのは1943年後半、実戦投入は1944年に入ってからであった。
1943年1月にはM18ヘルキャット駆逐戦車の主砲としてM1 76mm砲を採用する事も決定され、こちらも1944年に実戦投入された。

## 制式名称（メートル法表記）
第二次大戦期より現在に至るまで、アメリカの度量衡はヤード・ポンド法が原則である。
本砲も当然にヤード・ポンド法で設計・製作されており、本砲の口径は正3インチ（約76.2mm）である。よって、本砲の制式名称は "3 inch gun M1" となるのが自然であった。
しかし、当時のアメリカ軍の主力対戦車砲であるM5 3インチ砲（英語: 3 inch Gun M5）は、本砲と同じく正3インチ（約76.2mm）口径ながら、本砲とは砲弾の互換性がなかった。即ち、最前線や補給部隊において、本砲を搭載する戦車（M4中戦車など）用の「3インチ戦車砲弾」と、対戦車砲用の「3インチ対戦車砲弾」が併存することとなる。
混乱を避けるため、本砲を敢えてメートル法表記で M1 76mm戦車砲 （英語: 76 mm gun M1）と命名したものである。

## 開発
アメリカ陸軍は、1942年11月のトーチ作戦で初めて重装甲のドイツ国防軍重戦車と地上戦で戦う事になったが、これよりも以前から、M4中戦車をM3 75mm戦車砲よりも強力な主砲に換装する検討は始められていた。重量約900kgのM5 3インチ対戦車砲はM4中戦車に搭載するには重すぎると考えられており、より頑丈な鉄鋼材料を使用し、3インチ砲と同等の性能で、重量540kg程度の戦車砲を開発する事が検討された。開発された戦車砲は重量が520kg程度で、M3 75mm砲と同様の装填部を持ち、76mm砲弾用の新しい薬室と砲身を備えたものとなり、砲弾は弾芯部分（飛翔体部分）は3インチ砲と同じで、薬莢は新規開発のものとなっていた。
1942年8月に、最初の試作モデルであるT1の評価試験がアバディーン性能試験場で開始された。最初の試作モデルの砲身長は57口径で、M4中戦車に搭載した際にバランスが悪いとされ、砲身を52口径に短縮し、装填部にカウンターウェイトを取り付けたモデルで試験が続けられた。
8月中旬頃には、兵器局は装填部にカウンターウェイトを取り付けた52口径モデルのT1を76mm戦車砲 M1として制式化し、M4中戦車への具体的な搭載検討が進められる事になった。試験の際、M4中戦車が傾斜した状態で停止している状態で砲塔を旋回しようとした際には、52口径モデルでも安定性の問題があることがわかり、砲塔後部にカウンターウェイトの役割をする収納部を追加する改造がテストされ、これが1943年4月頃に承認された。しかし、この改造により砲塔内が狭くなるとして、この案は運用部隊から拒否された。
最終的に、T23中戦車用として開発されていた、より大型の鋳造砲塔にM1戦車砲を搭載し、これをM4中戦車に搭載するという方法が1943年8月に採用された。また、砲の駐退複座量を増やしたM1A1モデルが開発され、これもバランスの改善に寄与した。

## 技術的問題
1943年8月にT23中戦車用の砲塔を改設計した新型砲塔を使用しM1 76mm戦車砲をM4中戦車に搭載する目処が立つと、実戦部隊に1,000両の76mm砲装備型M4を配備して運用試験を行い、問題がなければその後に生産する全てのM4を76mm砲装備型にする、という計画が立てられた。
実際には、後述する様々な問題点が早い段階で指摘され、76mm砲タイプの生産計画は当初の1/3程度として進められる事となった（M4中戦車の総生産数の1/3程度を76mm砲装備型とする）。

### 砲口発射炎
主砲を発射した際の激しい爆風、発射炎、煙、土埃などで車内の砲手から目標が見えなくなるという問題点が指摘された。この問題は、砲弾の改良と、砲口へのマズルブレーキ取り付けにより改善された。マズルブレーキは1944年1月にテストを受け、2月には採用承認され、1944年6月には生産開始されたが、すべてのM4 76mmタイプに供給されたわけではなかった。
マズルブレーキの付いていないM1戦車砲を搭載した戦車については、戦闘時に戦車長が車外に出て弾着確認などをすることが推奨されていた。

### 榴弾の性能
M1 76mm戦車砲用に開発されたM42榴弾（HE弾）の爆薬量が約0.41kgであるのに対し、既存のM3 75mm戦車砲のM48榴弾の爆薬量は約0.68kgであった。つまり、76mm戦車砲を搭載したM4中戦車は、75mm戦車砲を搭載したM4に比べ、装甲貫徹力は改善している代わりに榴弾の威力が低下していたのである。
この時期のアメリカ軍戦車部隊の記録によれば、戦闘中に使用する砲弾は榴弾を使用する機会が最も多く、あるデータでは榴弾70％、徹甲弾20％、発煙弾10％とされていた。また、アメリカ陸軍第13戦車大隊の記録では、1944年8月3日から12月31日にかけて、被帽徹甲弾は55発であるのに対し、榴弾は19,634発を使用した、とされていた。

### 発煙弾の性能
M1 76mm戦車砲用に開発されたM88発煙弾は煙幕を張ることにしか使えなかったが、既存のM3 75mm戦車砲のM64白リン発煙弾は、煙幕を張るだけでなく敵を直接攻撃する用途にも使用することが可能であった。
76mm砲装備のM4を配備された部隊の一部は、白リン発煙弾を使用したい為に、75mm砲タイプのM4を部隊内に残して使用していた。

### 砲弾携行数
76mm砲弾は従来の75mm砲弾よりサイズが大きく、必然的に携行弾薬数が減少した.。76mm砲装備タイプには湿式弾薬庫を持つM4の後期改良車体が主に使用されたが、このタイプの車体には75mm砲弾を104発搭載出来たのに対し、76mm砲弾の搭載数は71発であった。
尚、同じく砲弾が大型化したイギリス軍のシャーマン ファイアフライでは、車体右前方の補助操縦手兼機銃射手座席と車体前方機銃を撤去し、この場所に砲弾ラックを増設している。
また、砲弾サイズが大きくなった事により取り回しが大変になり、結果的に発射速度も遅くなるという懸念も持たれていた。

## 運用

### アメリカ軍
M1 76mm戦車砲の最初の実戦運用は、1944年前半にイタリア戦線に投入されたM18ヘルキャット駆逐戦車の主砲として装備されたものであった。この時点において76mm砲は、ドイツ陸軍の重戦車やパンター中戦車に対しては、そこそこではあるものの充分な装甲貫徹力とは見なされず、M18駆逐戦車の生産予定数は8,986両から2,507両に削減された。
76mm砲を装備したM4中戦車は1944年1月から量産され、4月頃にはイギリスに供給された。しかし戦車部隊の指揮官は76mm砲タイプの運用に懐疑的であった。75mm砲タイプのM4は1942年から43年に彼らが遭遇したほとんどのドイツ軍戦車と戦う事が可能で、前述のように榴弾の威力の問題や発射炎の問題もあったためである。
このため1944年6月のノルマンディー上陸作戦では76mm砲装備のM4はほとんど投入されておらず、上陸作戦後の1944年7月になって、76mm砲タイプのM4がフランス戦線に投入されるようになった。これは76mm砲タイプの配備数が増えてきた事に加えて、フランス戦線でのパンター中戦車との交戦でアメリカ軍戦車部隊に予想以上の損害が出ていたためであった。
実際にはパンターやティーガーIIのような戦車に対してはM1 76mm砲の貫徹力も（75mm砲よりは若干ましではあるが）充分ではなく、前線部隊は90mm砲装備のM26パーシングのようなより強力な戦車を要求していたが、守旧的な戦車運用思想を持つ陸軍地上軍（AGF）司令部の反対によりM26パーシングの実戦配備は大戦末期にまでずれ込んだ。
76mm砲装備のM4の供給も遅く、1945年1月の時点でも欧州戦線の全M4戦車の25％程度であった。一部の部隊では75mm砲タイプのM4を現地改造し76mm砲を搭載するテストも行われたが、76mm砲装備型が供給されたことで現地改造計画は停止された。欧州戦線終結時点でも76mm砲装備のM4と75mm砲装備のM4の比率は半々程度であり、完全に更新される事は無かった。
太平洋戦域においては、日本軍の戦車がドイツ軍の物ほど重装甲でなく白兵戦での戦闘力が重視される事から、大戦終結まで主に75mm砲タイプのM4が運用されていた。

### イギリス軍
イギリス軍はM1 76mm砲がM4に搭載されるようになるより前に、口径自体は76.2mmで同じであるが砲弾の装薬量が多くより強力な装甲貫徹力を持つオードナンス QF 17ポンド砲を運用可能になっており、この砲を既存のM4中戦車の砲塔に搭載したシャーマン ファイアフライをほぼ同時期に開発し、ノルマンディー上陸作戦以後の西部戦線に投入していた。
このため、相対的に低性能と見なされたM1 76mm砲装備のM4シャーマンは、イタリア戦線や自由ポーランド軍第1機甲師団向けの装備に回された。

### ソ連軍
76mm砲装備のM4A2(76)Wは1944年夏以降にソ連軍に供給され、1945年1月にはこのタイプで装備を統一した戦車部隊もあった。

### 第二次世界大戦後の運用
朝鮮戦争では、アメリカ軍の装備していたM4A3E8（M1A2 76mm砲装備）と北朝鮮軍のT-34/85が交戦し、47両のT-34がM4により撃破されたのに対し、M4の損失は20両であったとされている。この戦争ではカナダ軍もM4A3E8(76)を運用した。
また、朝鮮戦争時にアメリカ軍・韓国軍側の戦車不足に備えるため、余剰化していた75mm砲タイプのM4A3を76mm砲装備に改造する対応が東京の赤羽デポで実施され、M4A3E4 "赤羽スペシャル" と呼ばれた。
赤羽スペシャルは実戦投入はされなかったが、同様に余剰化した75mm砲タイプのM4にM1 76mm砲を搭載したモデルが他にも製作され輸出されている。
M4A1の75mm砲タイプを改造して76mm砲を搭載したものはM4A1E6と呼ばれ、パキスタンに輸出されて印パ戦争で運用された。
また、M4A3E4はユーゴスラビアに輸出され、同じく76mm砲搭載のM18ヘルキャットと共にユーゴスラビア紛争で運用された。
イスラエル国防軍は独立戦争後、75mm砲装備や105mm砲装備のM4を多数輸入して戦車部隊を編成したが、エジプト軍やシリア軍に供給されたT-34/85に対抗するには不十分と考え76mm砲装備のM4A1(76)をフランスから大量に輸入し、"M1スーパーシャーマン"と呼称した（M1という呼称は主砲の型番に由来する）。M1スーパーシャーマンは1956年の第二次中東戦争頃までは一線部隊で使用され、その後はより強力な主砲を持つM50スーパーシャーマンなどに更新されていったが、一部は1967年の第三次中東戦争、1973年の第四次中東戦争の頃まで後方支援部隊などで使用されていた。

## 形式
T1
試作型で、当初は砲身長が57口径であった。
M1
砲身長52口径の初期量産モデル。
M1A1
駐退複座量を増やした改良型。
M1A1C
M1A1に砲口マズルブレーキを装着した改良型。
M1A2
M1A1Cのライフリング・ピッチを1/40から1/32に変更した改良型。

## 搭載された車両
- M18駆逐戦車
- M4A1(76)W
  - M4A1(76)W HVSS（M4A1E8(76))
- M4A1E6
- M4A2(76)W
  - M4A2(76)W HVSS（M4A2E8(76))
- M4A3(76)W
  - M4A3(76)W HVSS（M4A3E8(76))
- M4A3E4
- T23中戦車（英語版）
- T72 GMC

M10駆逐戦車の車体にM1 76mm砲装備の新型砲塔を搭載した試作車両。

## 画像

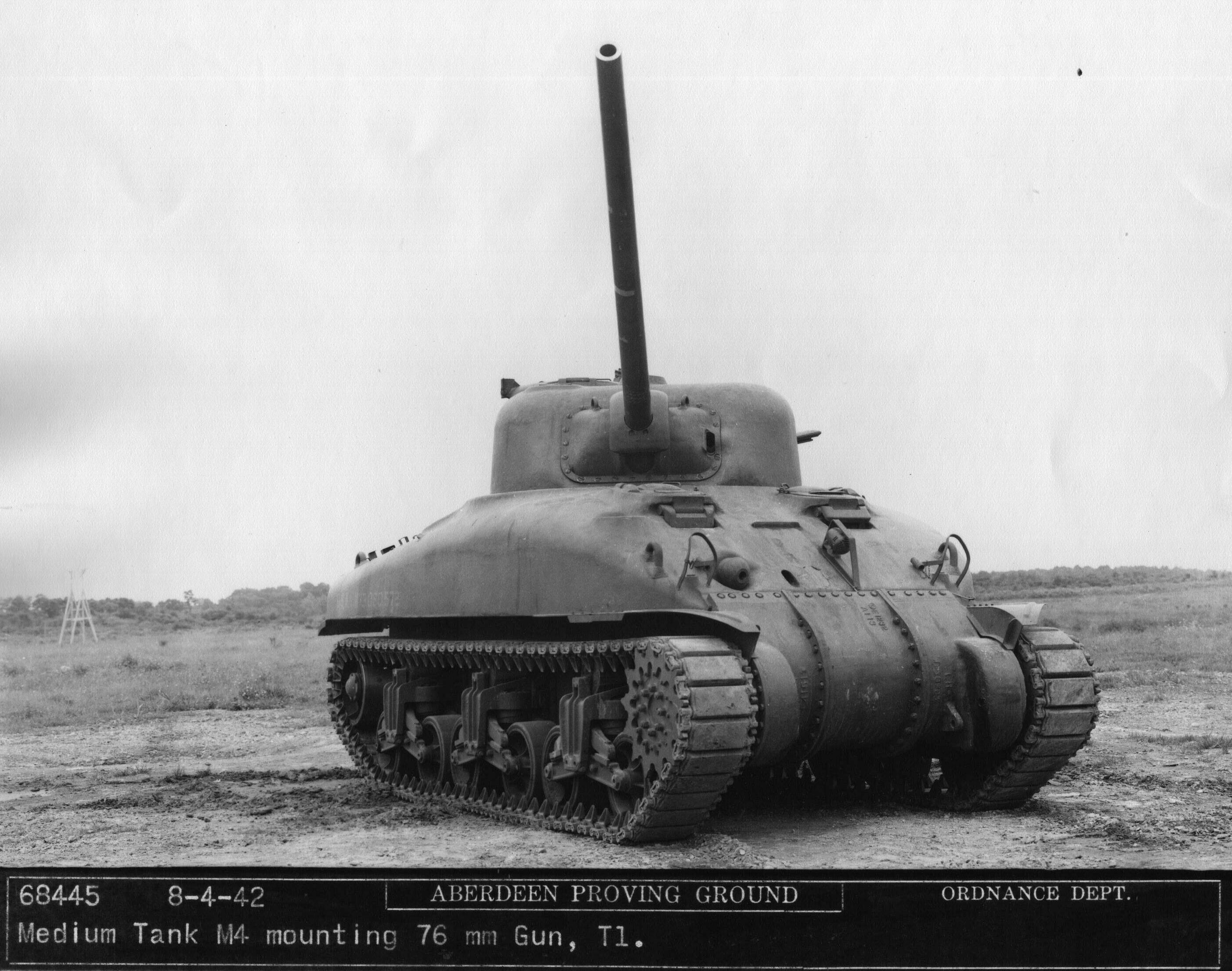
M4A1中戦車にT1 76mm戦車砲を搭載した試作車両。
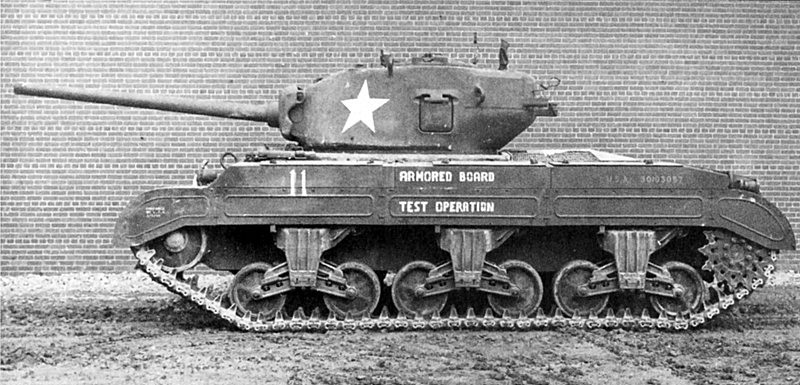
M1戦車砲を搭載したT23中戦車。この砲塔を改設計したものがM4中戦車に用いられた。
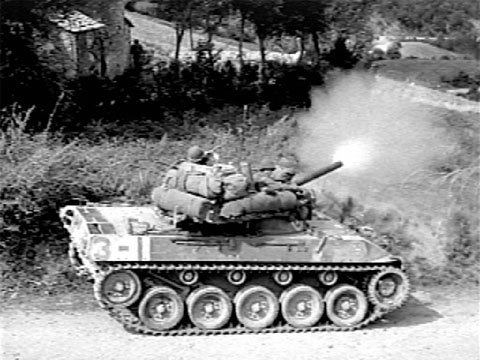
M1戦車砲を発射するM18駆逐戦車, イタリア戦線, 1944年。
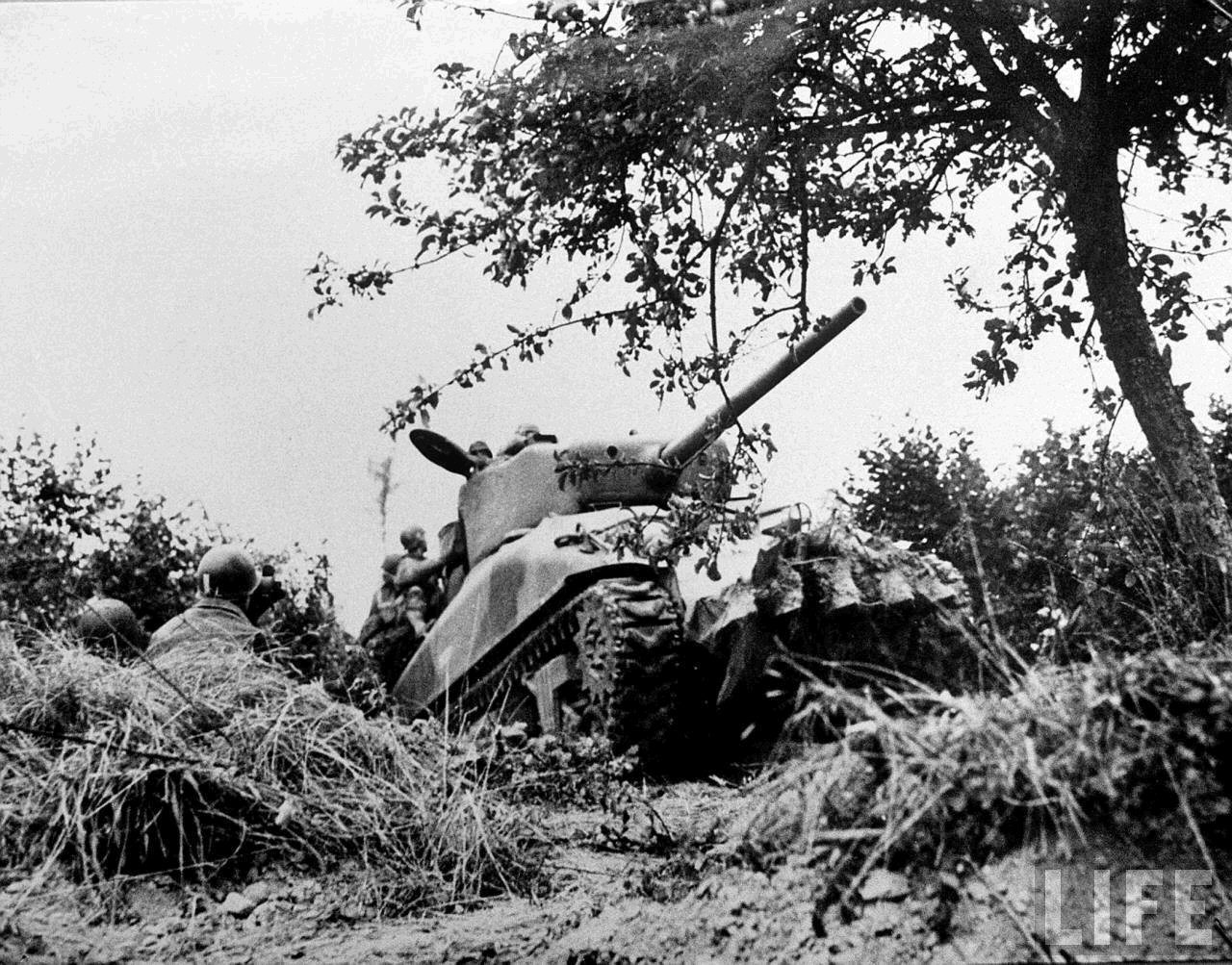
M4A1(76)W, ノルマンディー, 1944年。
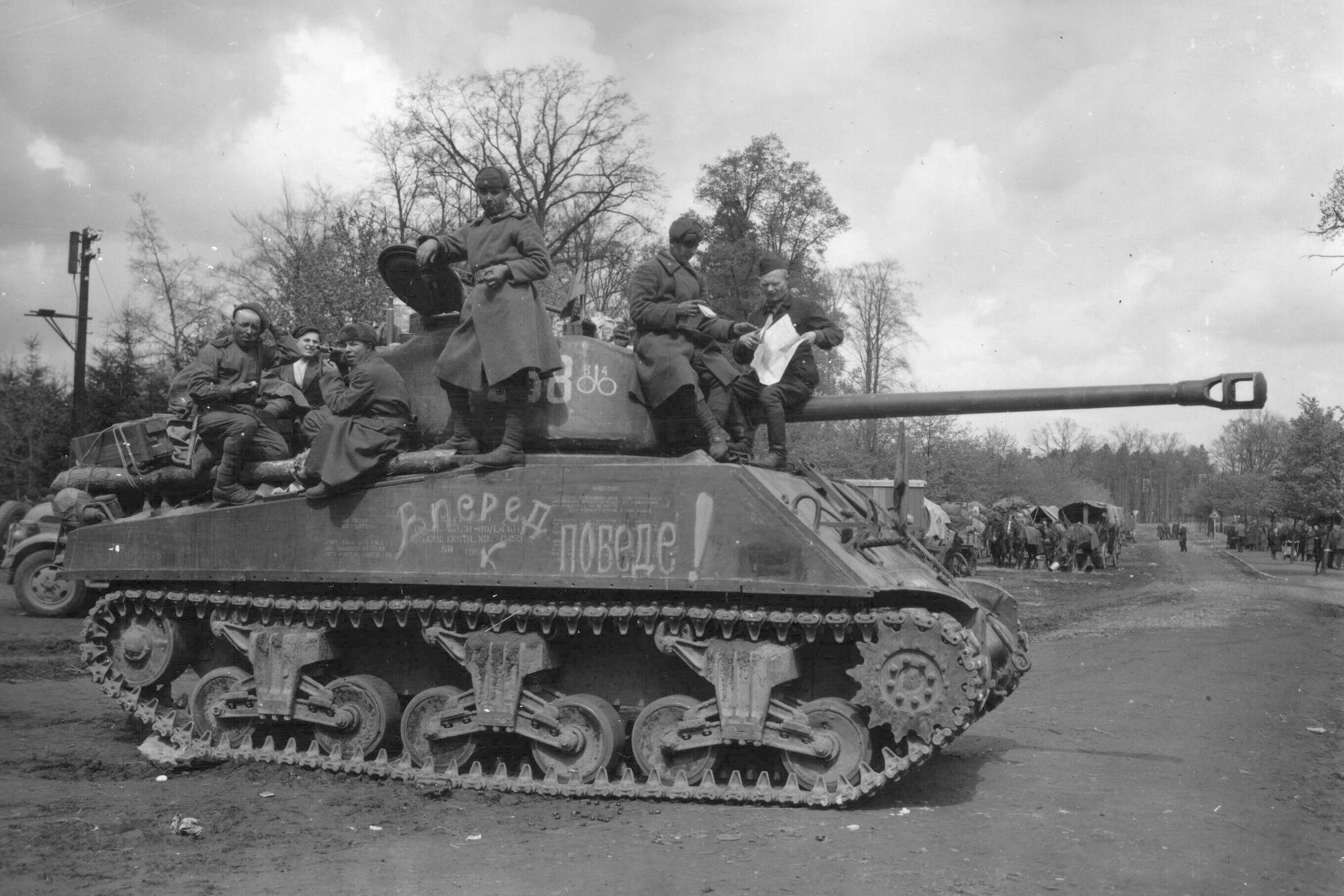
ソ連軍に供与されたM4A2(76)W, 1945年。
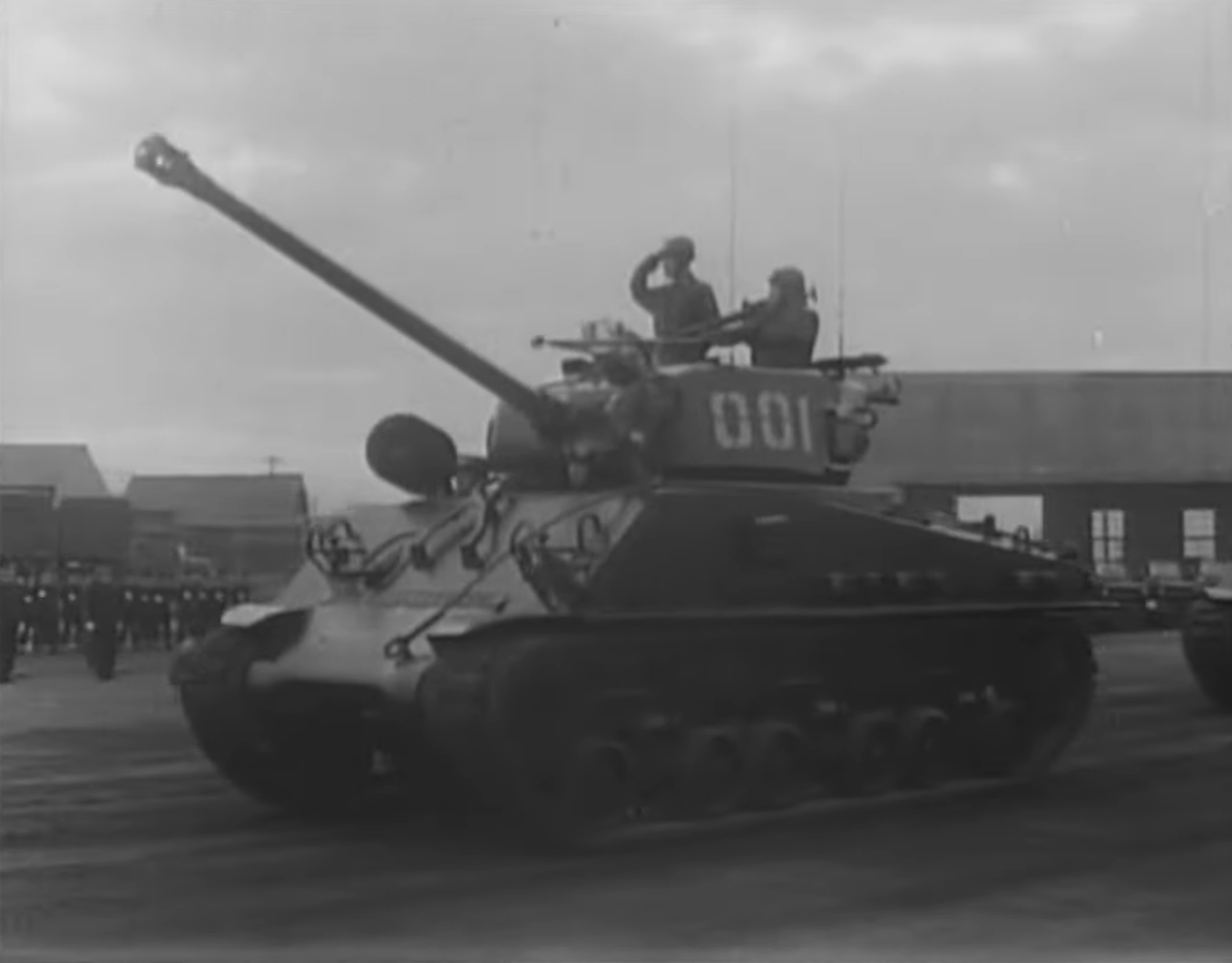
陸上自衛隊に供与されたM4A3E8(76), 1959年。
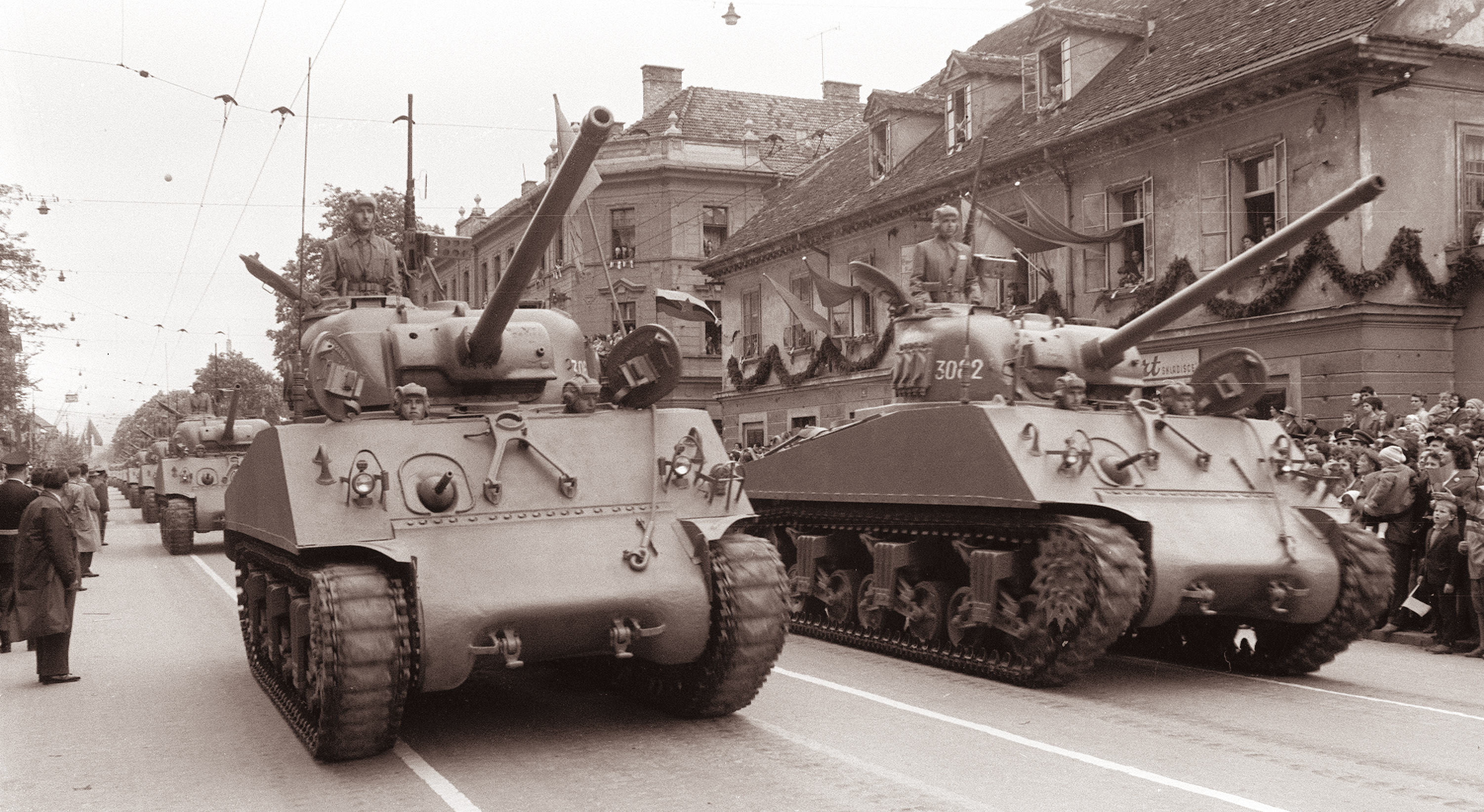
ユーゴスラビアに輸出されたM4A3E4, 1961年。
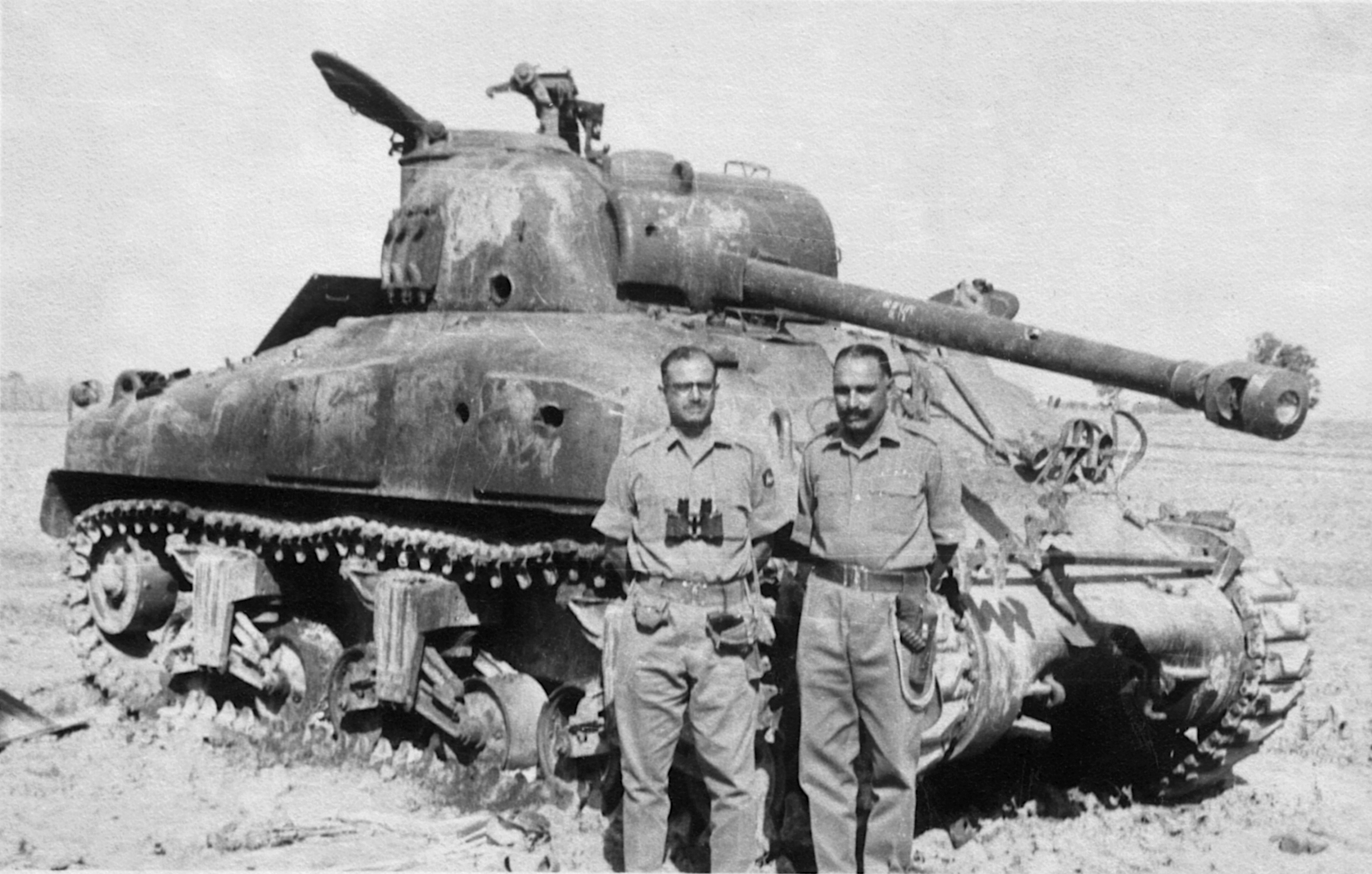
第二次印パ戦争で使用されたM4A1E6, 1965年。
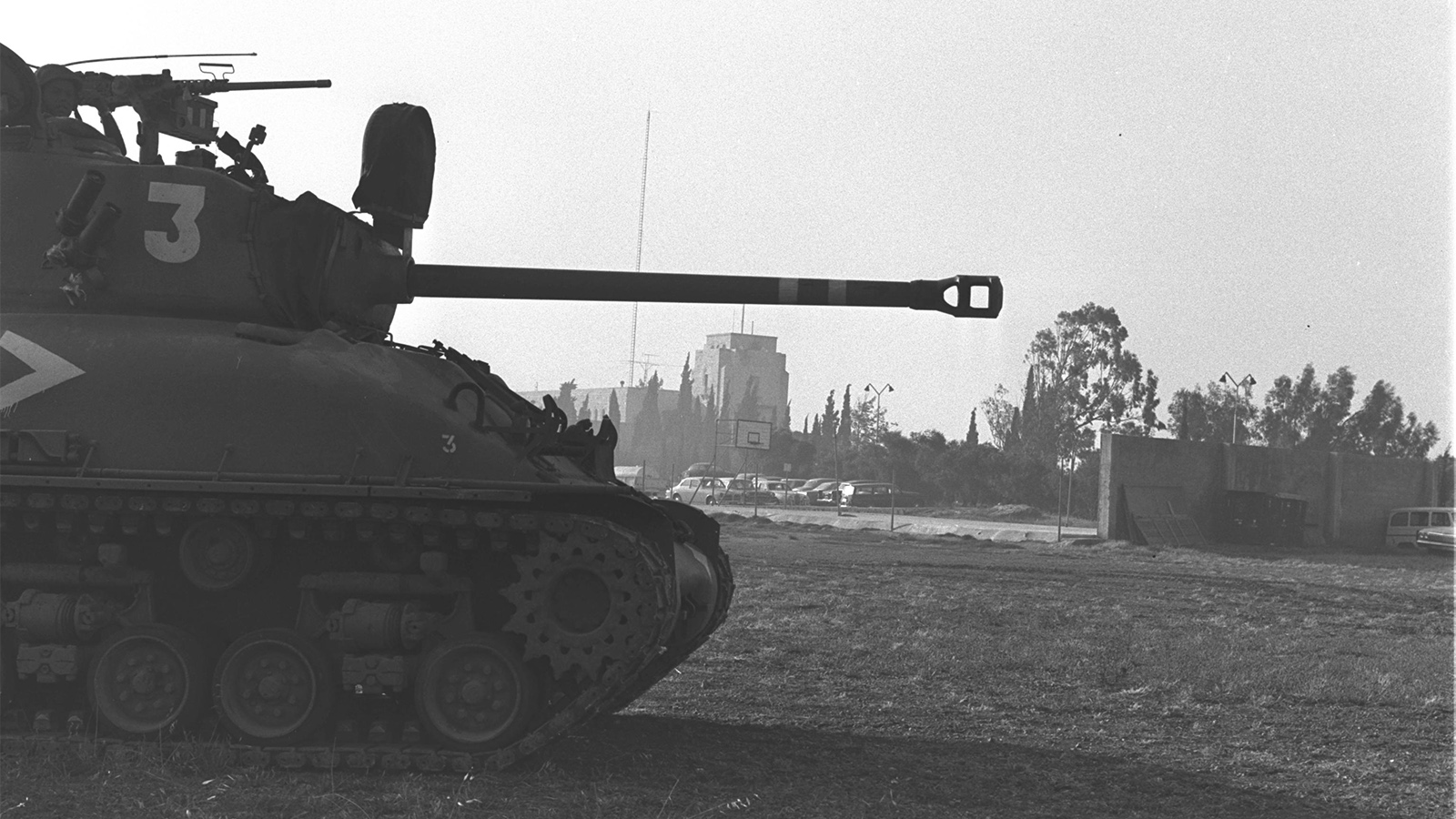
イスラエル軍のM1スーパーシャーマンHVSS, 1967年。